# Allen Rae
Allen Rae (Weyburn, 26 dicembre 1932 – Ottawa, 20 agosto 2016) è stato un arbitro di pallacanestro canadese, membro del FIBA Hall of Fame dal 2007.

## Carriera
Ha diretto numerosi incontri internazionali in occasione di 4 edizioni dei Giochi olimpici e dei Giochi panamericani, dei FIBA EuroBasket 1975 e di altre manifestazioni e tornei in varie parti del mondo.
Ha fatto parte della Commissione Tecnica FIBA dal 1976 al 1994, e nello stesso periodo è stato istruttore tecnico internazionale.